# 勒氏馬口波魚
勒氏馬口波魚（学名：Opsaridium leleupi）为輻鰭魚綱鯉形目鲤科馬口波魚屬的一個種，該物種分布於非洲盧阿拉巴河上游流域，體長可達11.5公分，棲息在中底層水域。

## 扩展阅读
維基物種上的相關：勒氏馬口波魚